# Authie (fleuve)
Pour les articles homonymes, voir Authie.
Vous lisez un « article de qualité » labellisé en 2008.
L’Authie est un fleuve côtier du Nord de la France qui se jette dans la Manche après un cours long de 108,18 kilomètres sis dans les départements de la Somme et du Pas-de-Calais, dans le bassin Artois-Picardie. Son cours, orienté ouest - nord-ouest, épouse la direction des autres fleuves côtiers du nord de la France, la Canche au nord, la Somme et la Bresle au sud.
Son cours régulier, lié à la présence d'un puissant aquifère, a depuis longtemps attiré les hommes qui y ont développé une activité agricole encore dominante aujourd'hui. La vallée de l'Authie, autrefois frontière entre le royaume de France et les possessions des Habsbourgs d'Autriche et d'Espagne, occupée par de nombreux villages et de petites agglomérations, recèle un riche patrimoine architectural, abbayes et châteaux s'égrenant le long des rives du fleuve. Son embouchure formant une vaste baie, comprise entre Fort-Mahon-Plage et Berck, typique des estuaires picards, abrite une faune et une flore diversifiées attirant de nombreux visiteurs.

## Hydronymie
Le nom du fleuve est attesté, pour la première fois, en 723 sous la forme Alteia. Ce nom procède d'un type toponymique celtique (gaulois) de sens inconnu altegia. D'un point de vue phonétique : on a une palatalisation de l'intervocalique /g/ > /j/, puis un amuïssement /j/ > /∅/, phénomène bien connu en linguistique historique.
Un terme gaulois attegia est reconnu par Xavier Delamarre, au sens de « cabane, hutte » et dont sont issus les toponymes de type Athée, Athis. Il s'analyse en ad- (préverbe) et tegia (maison, cf. vieil irlandais teg 'maison'; vieux gallois tig, gallois tŷ; vieux breton tig, breton ti 'maison'). Il est vraisemblable qu'Authie contienne le même élément tegia précédé d'un autre préfixe. Le même auteur explique Arthies (Artegiae 680) comme pouvant provenir d'un * Are-tegia, solution possible pour Authie, sachant que /r/ passe régulièrement à /l/ devant consonne,.

## Géographie

### Le cours du fleuve

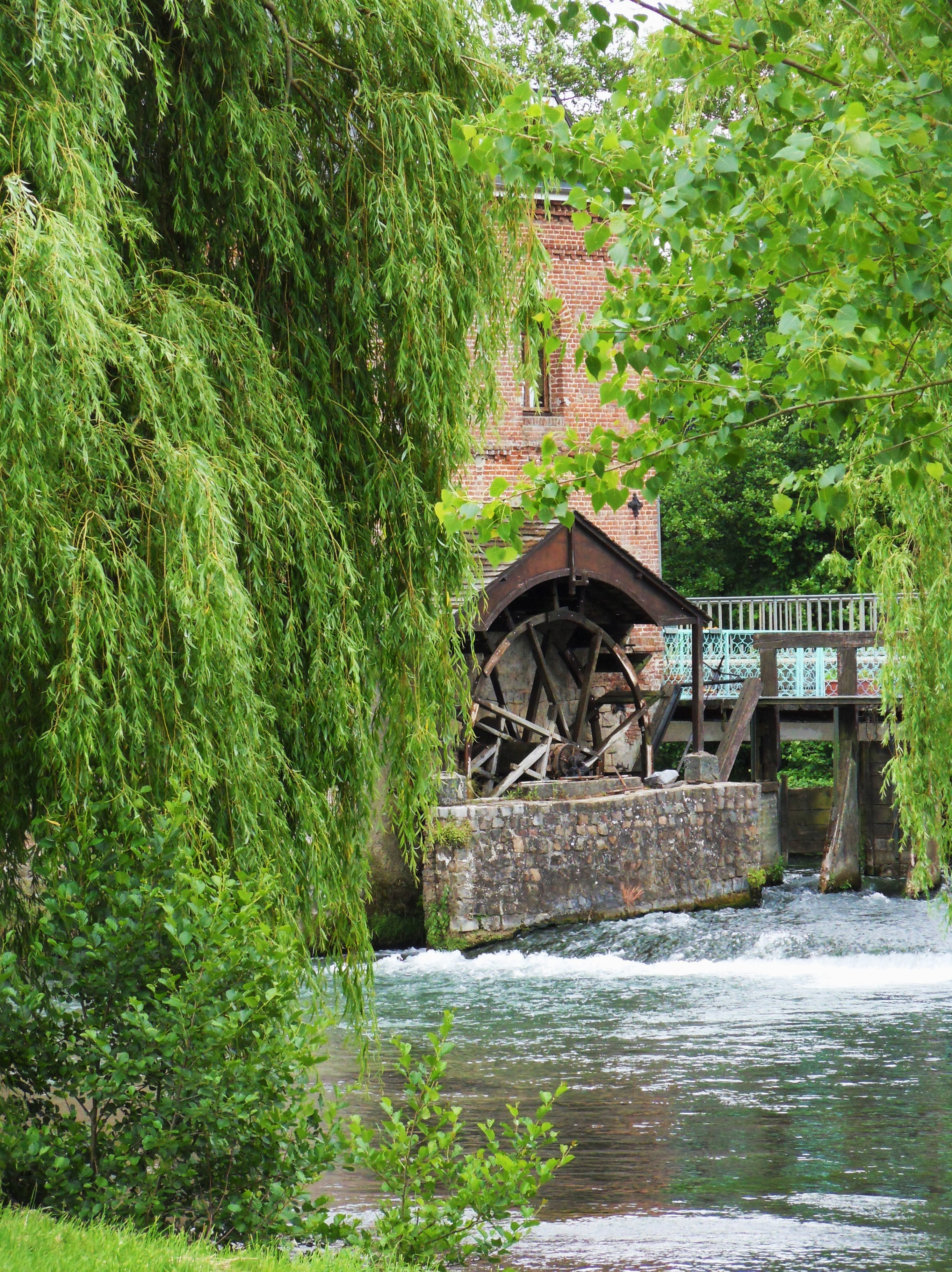
Un vieux moulin sur le fleuve côtier à Hem.

L'Authie prend sa source à Coigneux à 131 m d'altitude (mais serait plutôt 104 m d'après IGN et géoportail), arrose la commune d'Authie et adopte une direction ouest - nord-ouest selon l'orientation tectonique générale des cours d'eau de cette région (Somme, Canche) recevant l'apport de son premier affluent notable, la Quilliene, à Thièvres. Le fleuve baigne ensuite Doullens où il conflue avec son principal tributaire (la Grouche), Auxi-le-Château, puis Argoules et Nampont au nord de la forêt de Crécy, avant de se jeter dans la Manche entre Fort-Mahon-Plage (poulier) et Berck (musoir). En pénétrant dans le Marquenterre, l'Authie incline, à cause de l'action de petits affluents, le Fliers en particulier, son cours vers le sud-est, puis forme, à Groffliers, un estuaire qui continue à se déplacer. Son cours sépare, peu après Auxi-le-Château, les départements de la Somme et du Pas-de-Calais, donc la région Hauts-de-France.

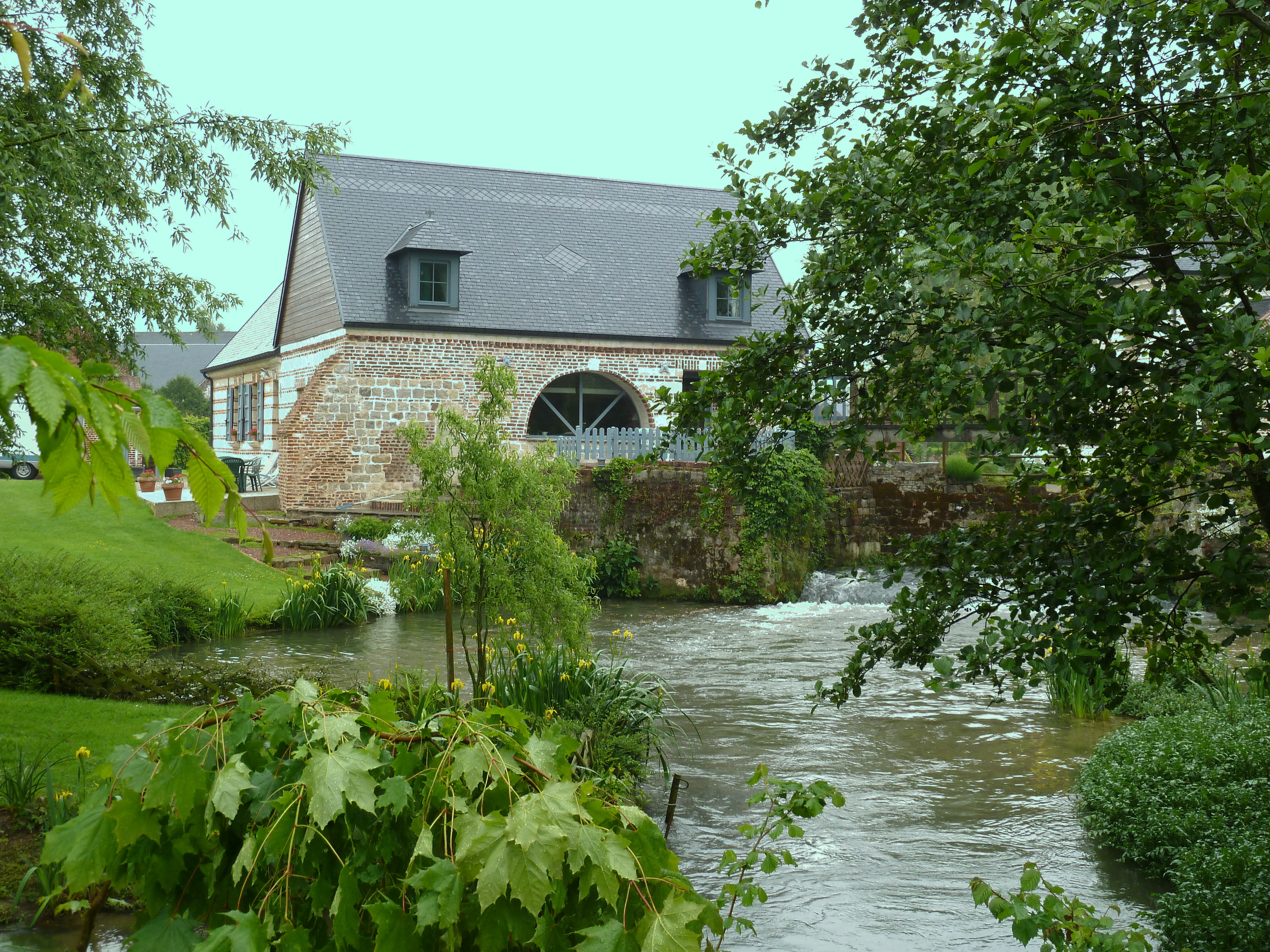
Thièvres, au confluent de l'Authie et de la Kilienne. (2)

L'Authie entaille le vaste plateau incliné vers l'ouest occupant l'Artois et le Ponthieu ; une couverture de limons pléistocène peu épaisse recouvre l'argile à silex et le socle de craie. Ce dernier apparaît sur les versants de la vallée du fleuve côtier qui l'entaille, tandis que le fond de celle-ci est composé d'alluvions.
Le profil en long du fleuve est assez régulier et caractérisé par une pente moyenne faible (1 ‰), plus forte en amont de Doullens (2,3 ‰), elle n'est plus que 0,4 ‰ en aval de Dompierre-sur-Authie faisant de l'Authie un cours d'eau à écoulement lent.
L'ensemble du cours peut être divisé en plusieurs entités géographiques et paysagères :
- la haute-vallée, entre la source sise à Coigneux et les communes d'Occoches et d'Outrebois en aval de Doullens, se caractérise par un habitat de fond de vallée et la présence d'un couvert boisé important.
- la vallée moyenne, entre les villages cités et Dompierre-sur-Authie et Douriez, présente un paysage de peupleraies. L'habitat se situe le long du cours d'eau, mais également perpendiculairement à ce dernier dans les nombreux vallons secs aboutissant à la vallée principale.
- la basse-vallée, qui court de Dompierre-sur-Authie à la « falaise morte » près de Colline-Beaumont, est marquée par la présence de nombreux étangs autrefois souvent consacrés à la pisciculture, puis à la chasse et pêche ; les villages s'écartant souvent du fleuve et de ses zones inondables pour se blottir au pied des coteaux.
- les « bas-champs » et la baie de l'Authie[note 2] s'ouvrent sur la Manche entre les pointes sableuses du Haut Banc et de Routhiauville, derrière lesquelles l'estuaire du fleuve s'amenuise depuis des millénaires, avançant vers le nord et réduisant ainsi l'influence marine et la navigation. L'estuaire offre ainsi, d'un point de vue géomorphologique, un bel exemple d'estuaire picard avec une zone en propagation (poulier), au sud, et une zone en régression (musoir), au nord[10]. Dans cet espace, des digues appelées renclôtures, mises en place par les paysans dès le XIIe siècle, ont accéléré le processus naturel et fait avancer la rive gauche (sud) de près de 4 kilomètres. La rive droite (nord) a connu alternativement des épisodes d'érosion et d'accumulation au gré des divagations du chenal de l'Authie. Pour limiter celles-ci, une nouvelle digue fut édifiée en 1868, allongée une dizaine d'années plus tard, puis partiellement détruite par le cours d'eau avant d'être ensevelie sous les sables[11].

### Communes et cantons traversés
Depuis le regroupement des deux communes de Frohen-le-Grand, et Frohen-le-Petit, dans la nouvelle commune de Frohen-sur-Authie, l'Authie traverse quarante-quatre communes, vingt-deux dans chacun des deux départements et six cantons : dans le sens amont vers aval : Coigneux (source), Couin, Saint-Léger-lès-Authie, Authie, Thièvres, Thièvres, Sarton, Orville, Amplier, Authieule, Doullens, Hem-Hardinval, Occoches, Outrebois, Mézerolles, Frohen-sur-Authie, Béalcourt, Beauvoir-Wavans, Auxi-le-Château, Willencourt, Le Ponchel, Vitz-sur-Authie, Gennes-Ivergny, Boufflers, Tollent, Le Boisle, Labroye, Raye-sur-Authie, Dompierre-sur-Authie, Tortefontaine, Ponches-Estruval, Douriez, Dominois, Saulchoy, Argoules, Maintenay, Roussent, Nampont, Nempont-Saint-Firmin, Tigny-Noyelle, Villers-sur-Authie, Colline-Beaumont, Quend, Conchil-le-Temple.
Soit en termes de cantons, l'Authie prend source dans le canton d'Albert, traverse le canton d'Avesnes-le-Comte, canton de Doullens, canton d'Auxi-le-Château et a son embouchure entre les deux canton de Rue et canton de Berck.

### Toponymes
L'hydronyme Authie se retrouve dans les neuf toponymes suivants : Authie, Authieule, Dompierre-sur-Authie, Frohen-sur-Authie, Raye-sur-Authie, Saint-Léger-lès-Authie, Vauchelles-lès-Authie, Villers-sur-Authie, Vitz-sur-Authie.
Vauchelles-lès-Authie n'est pas dans la liste des communes traversées, mais est voisine de Authie, Saint-Léger-lès-Authie et Thièvres.

### Bassin versant

Carte du bassin versant de l'Authie.

L'Authie traverse une seule zone hydrographique « l'Authie » (E550).
L'Authie bénéficie d'un bassin versant (de 1 305 km2) extrêmement simple qui correspond à un val de l'Artois, où le fleuve, rectiligne, collecte un réseau symétrique d'affluents élémentaires ; la vallée présente toutefois un profil dissymétrique, au versant en pente douce de la rive droite s'oppose le versant raide de la rive gauche.
La dissymétrie de la vallée est issue de la sensibilité différente des versants exposés au sud aux phénomènes de cryoclastie liés à l’alternance de gel / dégel lors des périodes de glaciations du Quaternaire. Les versants exposés au sud ou à l’est sont ainsi en pente forte et opposés aux versants nord ou ouest en pente douce. En amont de Doullens, ce bassin s'étend cependant au-delà des anticlinaux bordant le val au détriment des bassins de la Somme et de la Canche. La largeur moyenne du petit fleuve est comprise entre 10 et 15 mètres dans la partie aval du cours. Sa pente moyenne naturelle est de un pour mille mais elle est compensée par la présence de 22 barrages.
L'ensemble de son bassin s'étend sur plusieurs pays : le Ponthieu et l'Amiénois au sud du cours du fleuve et le Ternois au nord et recouvre totalement ou partiellement le territoire de 156 communes (73 dans la Somme, 83 dans le Pas-de-Calais) regroupant 75 200 habitants (28 500 dans la Somme, 46 700 dans le Pas-de-Calais),, soit une densité moyenne faible de 57 h/km2 (plus élevée dans la vallée que sur les plateaux bordant celle-ci). Seules, six communes du bassin dépassent 2 000 habitants.

### Organisme gestionnaire
L'Institution Interdépartementale Pas-de-Calais/Somme pour l'Aménagement de la Vallée de l'Authie a été fondée en 1993 et a la responsabilité de coordonner actions et projets concernant le fleuve côtier ainsi que de veiller à la qualité de ses eaux. Devenue, le 7 juillet 2006, Établissement public territorial de bassin (EPTB), elle a été chargée d'élaborer un Schéma d'aménagement et de gestion des eaux (SAGE) dont les objectifs principaux sont d'améliorer la qualité des eaux, de favoriser l'écoulement de celles-ci pour que perdure la richesse biologique du fleuve, mais également d'accompagner les mutations socio-économiques de la vallée en assurant la promotion d'une politique cohérente de développement du tourisme et des loisirs respectueuse de l'environnement. L'arrêté de validation de ce SAGE n'a pas encore été signé mais un certain nombre de validations (de l'état des lieux, du choix de la stratégie) par les autorités préfectorales devrait conduire à une mise en œuvre rapide.

## Affluents

L'Authie à Frohen-sur-Authie.

L'Authie a cinquante-trois tronçons affluents référencés ; ces affluents de l'Authie sont peu puissants et de faible longueur (d'amont en aval) :
- la Quilliene ou Kilienne 12 km (rd[note 5]), à Thièvres et de rang de Strahler deux ;
- le fossé de Marieux (rg), 4,3 km sur les deux communes de Marieux (source) et Sarton (confluence)[20] ;
- la Grouche (rd), 15 km à Doullens et de rang de Strahler deux ;
- la Gézincourtoise (rg), 6 km à Hem-Hardinval venant de Gézaincourt et Beauval ;
- le fossé de Bernâtre (rg), 5 km à Auxi-le-Château ;
- le ruisseau de la Fontaine Riante (rd), 6,2 km à Tollent et venant de Caumont et Fontaine-l'Étalon ;
- la Warnette ou Varnette (rd)[21], 5 km à Raye-sur-Authie venant de Regnauville et Guigny ;
- le Canal de Pendé (rg), 5,5 km à Villers-sur-Authie ;
- le Fliers (rd), 10 km à Waben ;
- le canal de la Retz (rg), 9,4 km à Fort-Mahon-Plage avec comme affluents le canal du Marquenterre et la Course de Routhiauville.

### Rang de Strahler
Donc son rang de Strahler est de trois par la Quilliene ou la Grouche.

## Hydrologie

Débits mensuels de l'Authie sous la forme d'un histogramme

Dans le cadre d'un régime pluvial océanique, l'Authie assure un débit régulier et relativement soutenu de 10,8 m3/s à l'exutoire. L'ensemble du bassin versant est affecté par un climat océanique caractérisé par une température moyenne annuelle de 10 °C, un faible nombre de jours de gel, des précipitations relativement élevées comprises entre 800 et 900 mm par an sauf à proximité de l'estuaire où elles s'abaissent brutalement à moins de 650 mm/an.

### L'Authie à Dompierre-sur-Authie
À Dompierre-sur-Authie, à une trentaine de kilomètres de son embouchure, le débit de l'Authie, observé sur 45 années (de 1963 à 2007), atteint en moyenne 7,9 m3/s pour un bassin versant de 784 km2 (soit guère plus de 60 % de sa superficie totale). Le fleuve présente des variations limitées du module, la période des hautes eaux peut être enregistrée à la fin de l'hiver et au printemps avec une moyenne mensuelle de 9,32 m3/s, 9,36 m3/s et 8,91 m3/s atteinte respectivement en mars, avril et mai.

### Étiage ou basses eaux
Les basses eaux interviennent à la fin de l'été et durant l'automne avec des débits compris entre 6,39 m3/s et 6,73 m3/s de septembre à novembre (le mois d'octobre voyant le plus bas module de l'année). Les périodes d'étiage, tout comme les crues, sont limitées. La régularité du débit du fleuve s'explique par le puissant aquifère des niveaux crayeux du Crétacé (Sénonien, Turonien et plus rarement Cénomanien) qui renferme une nappe puissante en communication directe avec les cours d’eau de la région. Cette nappe alluviale contribue à 80 % du débit de l'Authie et y joue un rôle régulateur majeur. Pendant les mois de faibles précipitations (essentiellement en période estivale), la rivière est alimentée par la nappe, d’autant plus que son niveau est bas par rapport à celui de cette dernière, durant l'automne et l'hiver à plus importante pluviosité, ce sont les hautes eaux de la rivière qui contribuent à la recharge des nappes.

### Crues
Malgré cette caractéristique, la vallée de l'Authie peut connaître des inondations, surtout dans la partie aval du cours entre Dompierre-sur-Authie et Quend sur une superficie estimée à 2 200 hectares. Les crues actuelles du fleuve pouvaient autrefois être localement renforcées par des barrages de castor, des embâcles naturels et aujourd'hui par les fossés de drainage et l'accumulation d'embâcles au niveau de ponts ou de barrages de moulins faisant alors obstacle à l'écoulement. À proximité de l'estuaire des surcotes et l'influence des marées font aussi ressentir leurs effets, éventuellement cumulés.

### Lame d'eau et débit spécifique
En établissant une comparaison entre le débit et le bassin versant, l'Authie présente un module relativement abondant ainsi que l'atteste une lame d'eau de 317 mm/an (bien inférieure à celle du bassin de la Canche de l'ordre de 427 mm mais largement supérieure à celle du bassin de la Somme qui atteint seulement 196 mm, la moyenne nationale étant de 300 mm). Son débit spécifique (ou Qsp) est de 10 litres par seconde et par kilomètre carré de bassin (9,5 l/s/km2 pour l'ensemble des cours d'eau français, mais 13,5 l/s/km2 dans le cas du bassin de la Canche et 6,9 pour celui de la Somme).

## Histoire

### Une longue occupation humaine

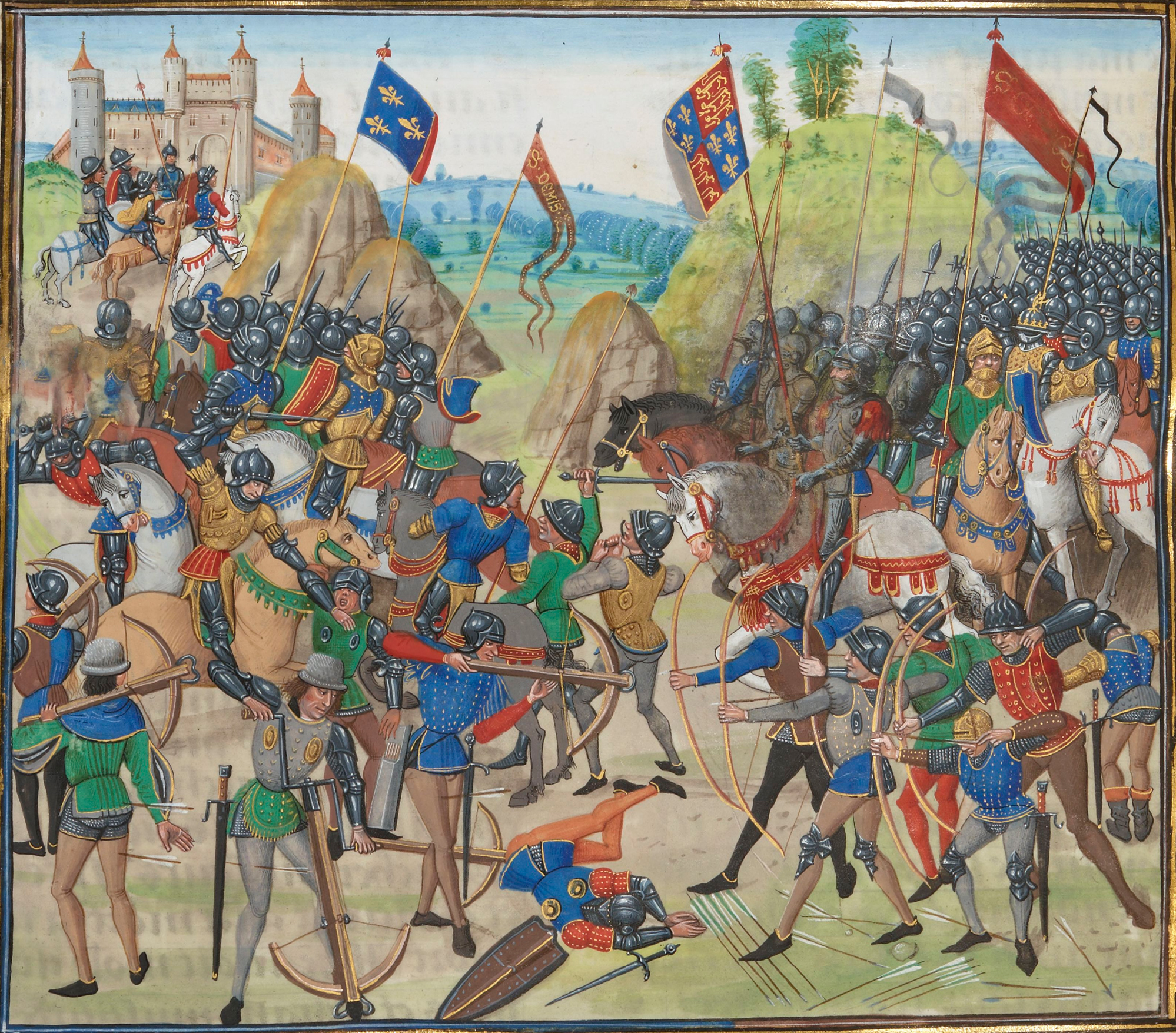
Ne pouvant franchir avec ses troupes les bas champs inondés de l'Authie pour remonter vers le nord, Édouard III est contraint d'affronter l'armée du roi de France qu'il écrase à la bataille de Crécy.

Les premières traces d'occupation humaine de la vallée de l'Authie remontent de 200 à 300 000 années durant le Moustérien. De nombreux outils de l'époque néandertalienne ont été découverts sans pour autant que les sites mis au jour revêtent l'importance de celui trouvé à Caours sur le Scardon à une quinzaine de kilomètres au sud. Si les hommes peuplent la vallée à l'époque gauloise (des bijoux, des armes et des monnaies ont été découverts dans un sanctuaire de l'époque pré-romaine à Dompierre-sur-Authie), puis durant celle de la Belgique romaine, le cours de l'Authie reste à l'écart des grands courants de circulation. Les voies de communication ne suivent pas la vallée orientée d'est en ouest mais la traversent selon une direction nord-sud. Ainsi en va-t-il pour la route de l'étain reliant l'actuel port de Boulogne-sur-Mer au Sud de la France avant la période d'occupation romaine ainsi que pour les voies romaines assurant les liaisons entre Paris (Lutecia), Amiens (Samarobriva) et la mer de Bretagne par le port de Boulogne-sur-Mer (Gesoriacum). La vocation agricole de la vallée est déjà attestée car la prospection aérienne et les fouilles archéologiques ont permis de retrouver de nombreuses grandes exploitations gallo-romaines (villa rustica) notamment à Nampont mais, en revanche, pas d'agglomérations possédant de vastes ensembles monumentaux.

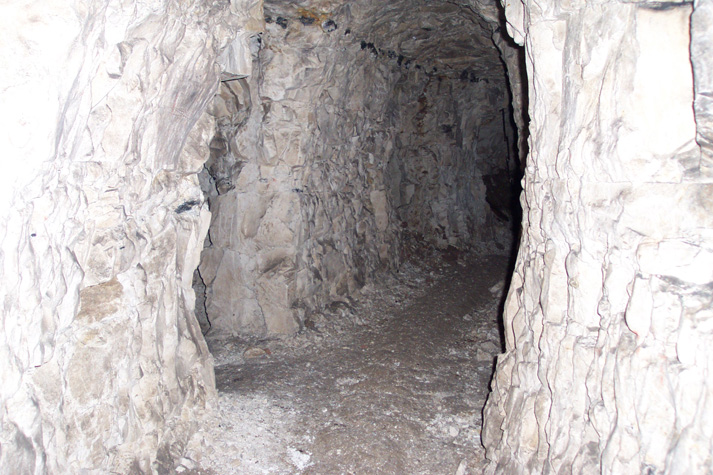
Vue de l'allée principale d'une muche.

La vallée de l'Authie devient, à partir de la guerre de Cent Ans et de la bataille de Crécy, un lieu d'affrontement et un enjeu primordial dans les combats que se livrent les grandes entités politiques. Au XVIe siècle, au cours de la lutte entre la France et les Habsbourgs d'Autriche et d'Espagne, l'Authie devient la frontière entre les Français qui restent maîtres de la Picardie et les Espagnols présents en Artois après la signature du traité de Madrid le 14 janvier 1526 et du second traité de Cateau-Cambrésis le 3 avril 1559. Le cours du fleuve se couvre de puissantes forteresses, françaises au sud, espagnoles au nord. Dans la première moitié du XVIIe siècle, la région sert à nouveau de champ de bataille dans le cadre de la guerre de Trente Ans jusqu'en 1648, puis de la guerre qui oppose la France à l'Espagne jusqu'en 1659. À l'issue de cette dernière, le traité des Pyrénées, signé le 7 novembre 1659, redonne l'Artois à la France et fait perdre à l'Authie son statut frontalier. Les nombreux combats se déroulant dans la vallée, les exactions de la soldatesque entraînent la ruine de nombreux édifices et villages et conduisent les habitants à aménager des muches, souterrains-refuges, établies à proximité ou plus souvent sous leur village où ils peuvent se réfugier en cas de danger avec leurs biens et leur bétail. Il arrive souvent que l'entrée soit localisée dans l'église, la muche se situant sous la place du village, comportant allées de circulation et chambres pour abriter les familles avec animaux, victuailles et toutes les richesses que chacune possédait. Plusieurs dizaines ont été répertoriées dans la Somme et dans le Pas-de-Calais.
L'Artois revenu à la France, l'Authie n'en constitue pas moins une limite administrative entre des provinces au statut fiscal différent. Au nord du fleuve, différentes impositions ne sont pas appliquées comme la gabelle, la taille, les aides et le timbre, ce qui entraîne une contrebande de part et d'autre du cours de la part de Picards cherchant à acheter du sel à moindre coût. Ce problème de délimitation de territoire ne se termine pas avec la fin de l'Ancien Régime et l'établissement des départements par la Révolution, Auxi-le-Château reste ainsi pendant un an, en 1790-1791, divisée en deux, une partie de la commune dans la Somme, l'autre dans le Pas-de-Calais avant de revenir à ce dernier.
Comme cela avait été le cas à des époques antérieures, les moyens de communication nouveaux comme le chemin de fer au XIXe siècle évitent la vallée de l'Authie. Aucune voie ferrée, même d'intérêt local, ne s'installe le long du fleuve. Les grands axes ferroviaires se contentent de franchir perpendiculairement l'Authie tout comme les voies routières d'importance. Seules des routes départementales longent le cours d'eau, la D 319 au nord, la D 224 au sud et encore s'en éloignent-elles à proximité de l'estuaire. La vallée présente une faible densité de réseaux de transport si on la compare avec ses homologues septentrionales, en particulier l'Aa.
Même si quelques navires de faible tonnage ont remonté le cours de l'Authie dans sa basse vallée à diverses époques de l'histoire, l'Authie n'a jamais été aménagée pour la navigation. Pourtant, en 1272, il est envisagé, par le comte de Ponthieu, Jean de Nesle, le creusement d'un canal de la baie de l'Authie à Rue dont le port commence à s'ensabler, cette voie d'eau devant être alimentée par les eaux de l'Authie. Face aux difficultés techniques, les travaux ne sont pas engagés et l'idée de canal est abandonnée dès 1277. Au XVIIIe siècle, un projet, resté à l'état embryonnaire, de rendre l'Authie navigable de l'embouchure à Doullens a également été établi.

### Patrimoine
Sur une centaine de kilomètres, l'Authie déroule son cours, le long duquel des abbayes, de nombreux châteaux rappellent son riche passé, mais également les nombreuses guerres et ravages que subit cette région.

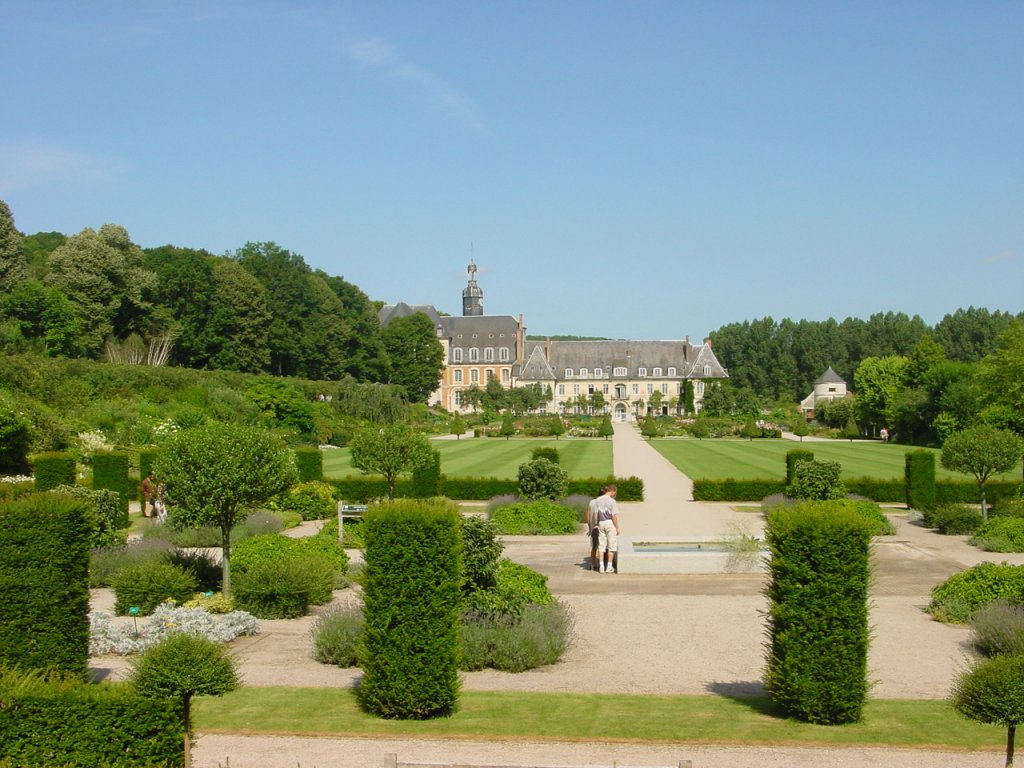
L'abbaye et les jardins de Valloires

Près des sources du fleuve, Authie garde le souvenir, outre son prieuré, édifié dès le VIIe siècle, dépendant de l'abbaye de Corbie, des tisseurs de velours installés au bord d'une retenue d'eau de 1824 à 1957, et de Louis Dewailly, riche négociant amiénois occupant le château et dont l'action en faveur de la commune et de ses habitants a marqué l'histoire locale. Plus en aval, Doullens possède une des citadelles les plus vastes de France, édifiée au XVIe siècle par Robert Mailly sur l'ordre de François Ier pour défendre la ville menacée par les Habsbourgs, maîtres de l'Artois voisin. En suivant le cours du fleuve, on ne s'éloigne guère des réalités guerrières, car Auxi-le-Château garde les vestiges de son ouvrage fortifié, élevé en 1178 par Philippe d'Alsace, comte de Flandre et ruiné durant la guerre de Trente Ans en 1637. À Dompierre-sur-Authie, le donjon d'aspect médiéval ne date que du XVIe siècle et jouxte le manoir du XVIIe siècle, édifié en pierre et en briques, par Charles de Rambures, celui qui, précisément, prit et détruisit la forteresse d'Auxi-le-Château. L'abbaye de Dommartin, située sur la rive opposée, rappelle que la vallée fut également une terre de foi. Fondée en 1125 par les chanoines réguliers de Prémontré, quelques années seulement après la fondation de l'ordre par Saint Norbert de Xanten, elle fut reconstruite au XVIIIe siècle.

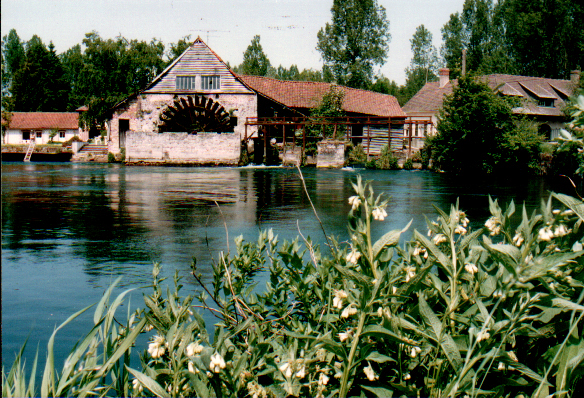
Le moulin de Maintenay

Cet édifice religieux précède le plus célèbre des monuments de la vallée : l'abbaye de Valloires et ses jardins. Érigée, à partir de 1137, par Guy II, comte de Ponthieu, cette abbaye cistercienne connut deux siècles de prospérité avant d'être ravagée par la Guerre de cent ans, puis celle de trente ans. Reconstruite au XVIIIe siècle, de 1741 à 1756, préservée des destructions lors de la Révolution, elle offre une grande unité architecturale. Depuis 1989, les jardins abritent une collection de 4 000 espèces de végétaux et variétés d'arbustes dans quatre espaces différents ; au centre du parc, une roseraie (qui abrite 2 000 rosiers dont beaucoup de variétés anciennes) respecte l'esprit cistercien en laissant dominer le blanc et le rose pâle.
Les autres lieux patrimoniaux de la basse vallée de l'Authie répondent à un registre plus profane : château Renaissance du XVIe siècle à Argoules, forteresse du XVe siècle de Nampont, construite sur une île de l'Authie et rare vestige de la série d'ouvrages militaires défendant la frontière du royaume.
Plus près de l'estuaire, le moulin de Maintenay, dont les fondations remontent à la fin du XIIe siècle, offre le meilleur exemple de l'ancienne activité meunière de la vallée. Propriété de l'abbaye de Valloires depuis 1197, il a été utilisé par les moines jusqu'au XVIIIe siècle. Revendu à des particuliers, il reste moulin à farine jusqu'à la Seconde Guerre mondiale, puis est transformé en scierie qui arrête ses activités dans les années 1970 avant d'être restauré et transformé en écomusée,. Au XIXe siècle, la vallée de l'Authie a compté jusqu'à une cinquantaine de moulins (un tous les deux kilomètres, ce qui montre le faible peuplement de la vallée lorsqu'on compare cette statistique avec les 60 moulins de la Durdent concentrés sur les 24 km de cours de ce petit fleuve côtier de Seine-Maritime) dont les meules broyaient les céréales, le colza, le lin, l'œillette ou la cameline pour en extraire la farine ou l'huile.
En 2021, une passerelle est mise en place au lieudit "Pont-à-Cailloux" pour assurer la continuité de la piste cyclable entre les départements de la Somme et du Pas-de-Calais. Cet ouvrage est réalisé dans le cadre du Plan vélo-route européen, l'EuroVelo 4, ou encore VéloMaritime (partie française) qui va de Kiev en Ukraine à Roscoff en Bretagne.

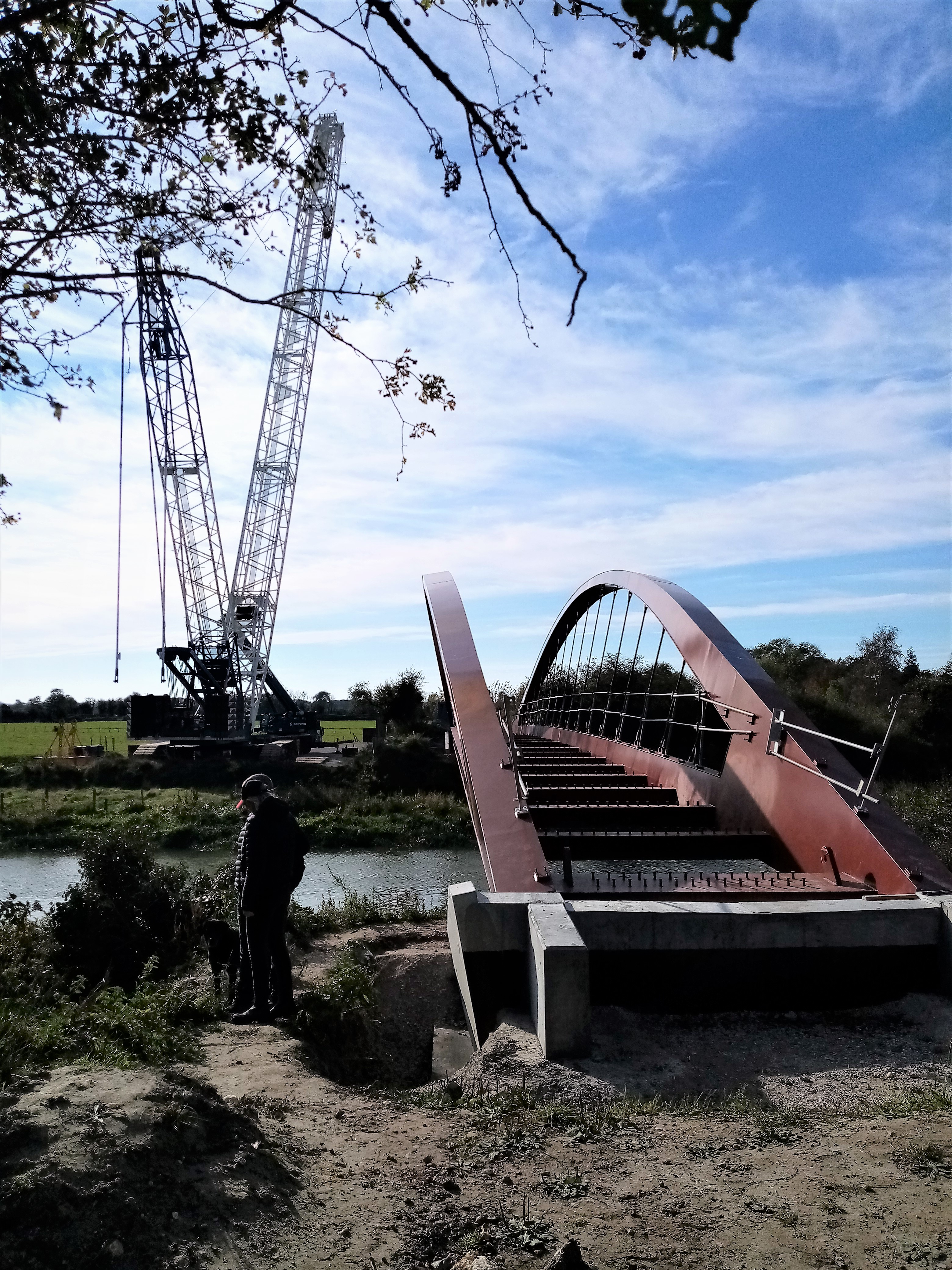
La passerelle entre Fort-Mahon et Conchil-le-Temple.

## Activités

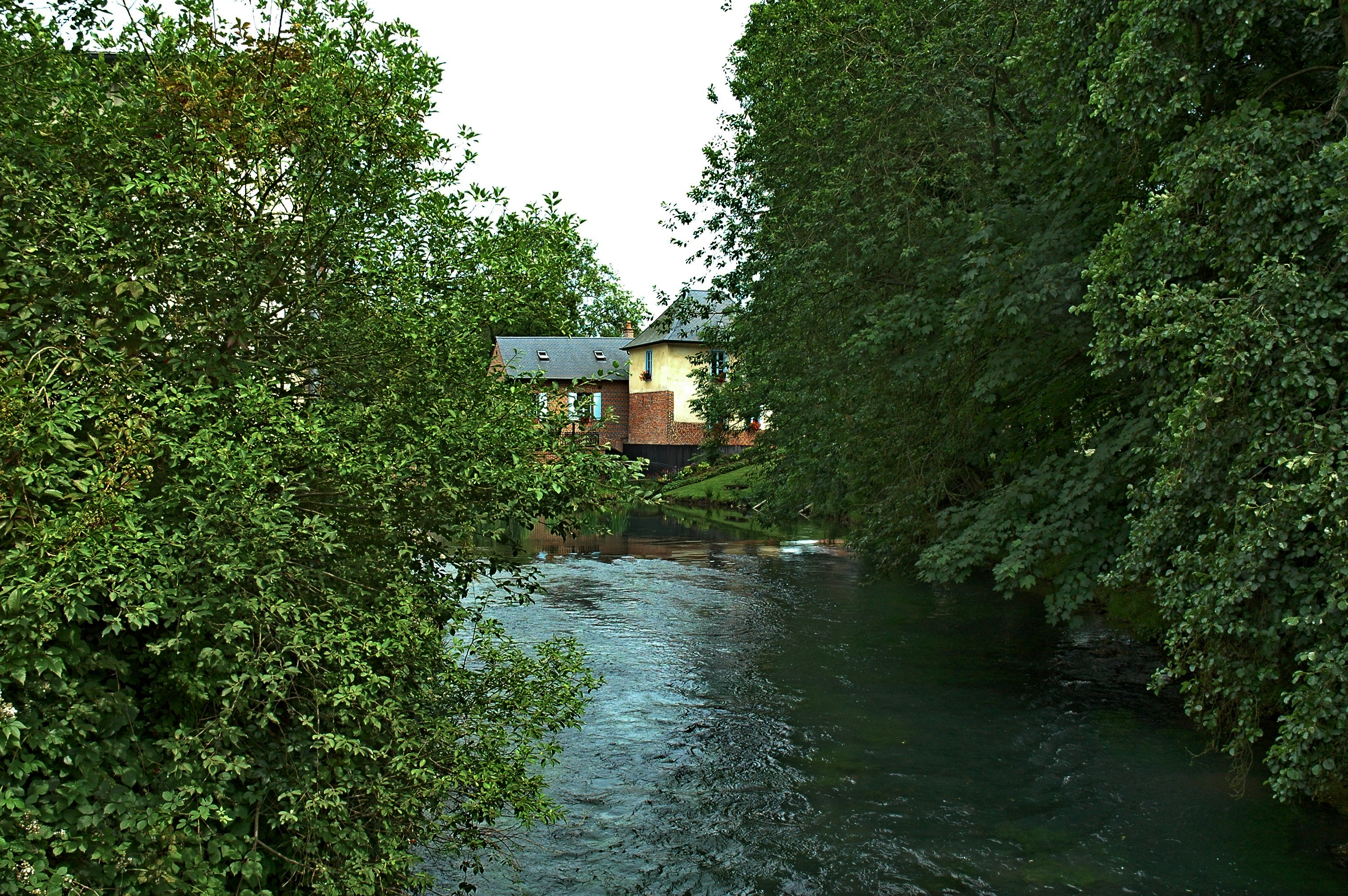
La vallée de l'Authie, ici à Frohen-sur-Authie, se prête au développement du tourisme vert.

L'économie de la vallée de l'Authie et des plateaux qui l'encadrent est dominée par l'agriculture, les terres agricoles (surface agricole utile) représentant 85 % de la superficie du bassin versant. La polyculture (céréales, betterave à sucre, colza, pomme de terre) occupe les plateaux aux terres fertiles recouvertes de limons, l'élevage (essentiellement bovin) est localisé dans la vallée où se pratiquent également la culture du tabac et la sylviculture, tout particulièrement la populiculture en plein essor. Globalement, depuis une trentaine d'années, l'élevage (sauf dans la vallée) régresse face à la mise en cultures des terres. Ainsi soumise à d'importantes pressions agricoles, l'Authie présente une mauvaise qualité de l'eau liée à de fortes concentrations en nitrates, matières organiques et matières en suspension. Toutefois sur les terres les moins fertiles, on assiste à une déprise agricole, ainsi les coteaux abrupts, domaine des larris, pelouses calcicoles piquetées de rares arbustes, autrefois occupés par l'élevage des moutons, ont été abandonnés, retrouvant un couvert forestier. L'activité piscicole est encore peu présente avec seulement deux lieux d'élevage à Beauvoir-Wavans et à Douriez.
L'activité industrielle est peu représentée en dehors des petites agglomérations de Doullens (industrie agro-alimentaire avec Cofranlait, industrie chimique avec Rosenlew dans la commune voisine de Beauval), d'Auxi-le-Château (présence d'un équipementier automobile, Techform, dépendant du groupe Thyssen-Krupp) et de l'exploitation de ballastières au niveau de l'estuaire. Des activités traditionnelles comme l'industrie textile à Doullens avec la filature de coton Julien Thiriez père et fils et l'émaillerie à Auxi-le-Château (usine Aubecq) dans la haute vallée ont aujourd'hui disparu. Il subsiste toutefois, sous une forme artisanale, une activité de vannerie, héritière d'une longue tradition, au Boisle.
La vallée de l'Authie, peu urbanisée, riche en sites patrimoniaux, a su développer l'activité touristique en multipliant les possibilités d'hébergement (gîtes ruraux, terrains de camping) et les activités (randonnée, cyclotourisme, sports nautiques, canoë-kayak). Ce tourisme vert, auquel on peut adjoindre les activités de découverte du patrimoine naturel de la baie de l'Authie, vient s'ajouter aux activités balnéaires plus anciennes présentes sur le littoral dans les stations de Fort-Mahon-Plage et de Berck. La pêche de loisirs, pratiquée sur la quasi-totalité du cours ainsi que dans les nombreux étangs artificiels liés à la présence de l’eau et à son captage aisé en fond de vallée, et la chasse, plus présente dans la partie aval et l'estuaire (nombreux gabions), peuvent être considérées comme des activités touristiques à part entière.

## Environnement

### La baie de l'Authie

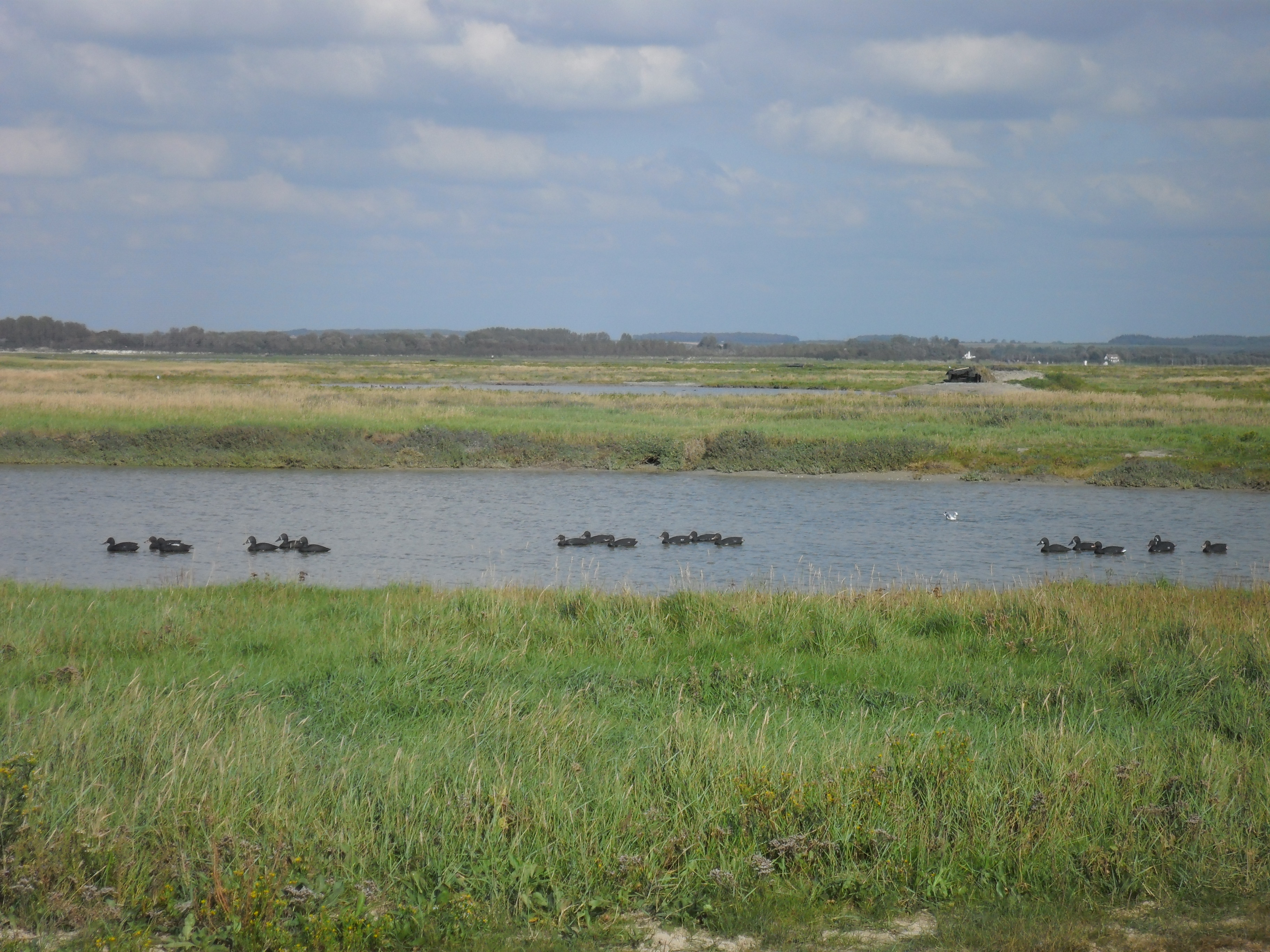
La baie d'Authie.

La baie de l'Authie (voir sa géographie ci-dessus), dont deux espaces (Baie d'Authie et Dunes de Berck, respectivement de 233 et 238 hectares) ont été acquis, entre 1986 et 2003, par le Conservatoire du littoral, abrite un milieu naturel diversifié. Le paysage, au nord de l'estuaire du fleuve et à proximité de la pointe de Routhiauville au sud, est fortement marqué par la présence dunaire : dunes blanches, dunes boisées, prairies arrières-dunaires… soumises aux attaques incessantes de la mer. De multiples espèces végétales s'y rencontrent comme le rare iris fétide (Iris foetidissima), l'oyat (Ammophila arenaria), le panicaut des dunes et l'élyme des sables ou seigle de mer. L'avifaune, dont la diversité n'égale pas, certes, celle de la baie de Somme voisine, ne manque pas d'intérêt avec la présence, permanente ou temporaire, de l'aigrette garzette (Egretta garzetta), de la spatule blanche (Platalea leucorodia), du faucon pèlerin (Falco peregrinus), de l'épervier d'Europe (Accipiter nisus), du pic épeichette (Dryobates minor), du cochevis huppé (Glerida cristata) et même de quelques cigognes. Le milieu dunaire abrite des espaces humides, les pannes, mares temporaires en général à sec durant la période estivale. Ces pannes se sont formées au début du XIXe siècle lorsque l'estran recouvrait, lors des grandes marées, des dépressions sableuses. Progressivement ces dernières furent isolées du milieu marin par la mise en place de cordons de dunes mais furent toujours alimentées en eau par les précipitations et les nappes phréatiques. Aujourd'hui, les pannes abritent des espèces végétales comme la menthe aquatique (Mentha aquatica) ou encore l'orchis incarnat (Dactylorhiza incarnata) et des espèces animales variées tels le crapaud calamite (Epidalea calamita), le héron cendré (Ardea cinerea), le grèbe huppé (Podiceps cristatus) ainsi que de nombreuses grenouilles et libellules. Dans la partie méridionale de la baie dominent les polders, conquis sur la mer grâce à l'édification des renclôtures, domaine des cultures et des pâturages. Ces espaces humides, entrecoupés de canaux de drainage, de fossés, de mares et d'étangs, abritent de nombreuses espèces de Joncs, de Roseaux et d'autres végétaux aquatiques.
Pour préserver ce milieu fragile fréquenté par près de 500 000 visiteurs par an, le Conservatoire du littoral envisage de restaurer le pâturage ovin extensif pour entretenir le milieu dunaire, mais également d'améliorer l'accueil des touristes par des aménagements mieux adaptés à la problématique environnementale actuelle : parkings intégrés au paysage, sentiers de découverte balisés

### Le fleuve et la vallée

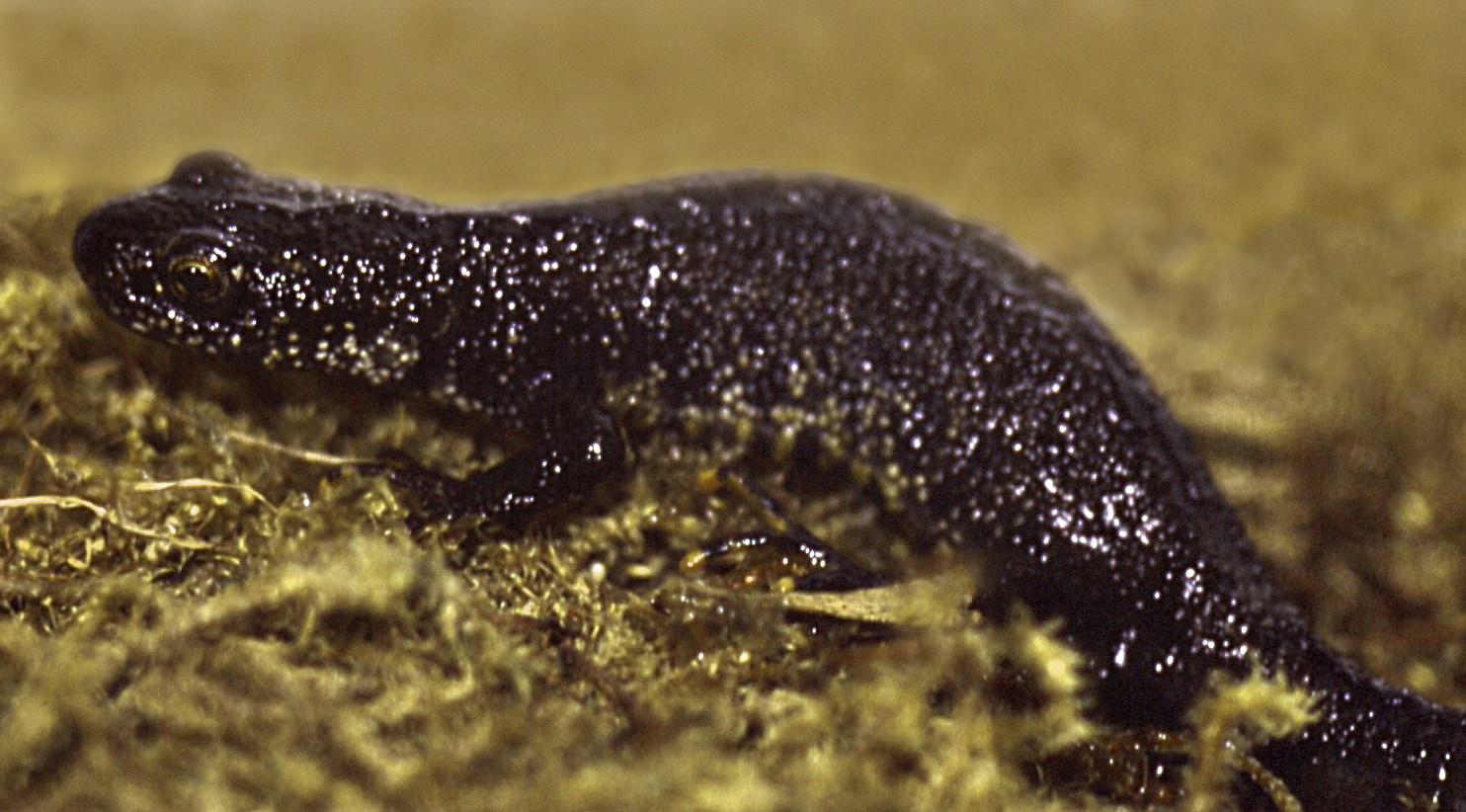
Un triton crêté, espèce protégée au niveau européen.

Flore : sur le seul plan floristique, on trouve dans la vallée 16 espèces protégées parmi lesquelles des fougères, la parnassie des marais, seule représentante en France du genre Parnassia, des orchidées comme l'orchis grenouille ou la spiranthe d'automne.
Faune : la faune amphibie du cours d'eau et des rives de fleuve côtier contenait encore à la fin du XXe siècle une population importante de tritons crêtés. Cette espèce est fortement menacée (ou a déjà disparu) dans de nombreuses régions par la destruction de son habitat liée aux activités humaines.
L'Authie est représentative des « hydrosystèmes fluviatiles nord-atlantiques » en raison de la diversité et représentativité de son ichtyofaune et de celle de ses habitats aquatiques rhéophiles (terme désignant les espèces animales ou végétales préférant les eaux animées par de forts courants) et lentiques (terme désignant les organismes vivant dans les lacs, les étangs, les marais, les eaux stagnantes ou tout autre hydrosystème traversé par des courants faibles à nuls).

### Qualité de l'eau
Selon une étude datée de 1979 et produire par l'OREAP (Organisme régional d'étude pour l'aménagement de la Picardie), tout à la fin des années 1970 l'Authie apparaissait encore globalement de « de bonne qualité, avec toutefois des foyers de pollution bien localisés (secteur Doullens-Occoches, secteur Vitz-Dompierre). On observe, au débouché du Fliers et du canal de Retz, une très nette détérioration de la qualité de cette rivière, notamment sur le plan bactériologique : en période estivale, les taux de germes fécaux sont élevés ; les plus mauvais résultats atteignent 1.100.000 E Coli/lOO ml et 1.100.000 streptocoques fécaux/ 100 ml en aval de l'écluse Waben. Les valeurs impératives sont dépassées dans 60 % des cas, à marée haute comme à marée basse ».
En 2017 l'Authie est, avec la Bresle, l'un des rares cours d'eau de la Seine au Danemark à encore accueillir le saumon atlantique, poisson migrateur considéré comme un bon bioindicateur de la qualité de l'eau.
Par rapport aux autres cours d'eau régionaux et de l'Ouest de l'Europe, la qualité de l'eau est redevenue globalement bonne (les rejets industriels et urbains y étant moindre qu'ailleurs et plutôt en diminution).
Subsiste toutefois une pollution chronique d'origine agricole ou liée à l'imperméabilisation de certaines zones du bassin versant ; l'érosion et le ruissellement liés aux pratiques d'agriculture intensive et à l'augmentation des terres labourables au détriment des surfaces en herbe sont à l'origine de fortes concentrations de matières en suspension (MES) et d'une pollution chronique par les nitrates et par des pesticides.
Selon les données récoltées sur huit points de mesure par l'Agence de l'eau, on ne trouvait pas en 2004 dans les captages d'eau potable de la nappe (nappe qui alimente certaines sources et une partie de l'Authie en période de basses-eaux) de teneur en pesticide supérieure à 0,5μg/l (pour les molécules recherchées), mais 45 % des analyses en contenaient à des doses comprises entre 0,1 et 0,5 μg/l.
En 2004, selon l'Agence de l'eau, les principaux paramètres physico-chimiques facteurs de dégradation de la Qualité de l'eau du bassin de l'Authie étaient les MES, les nitrates, les pesticides phytosanitaires et moindrement d'autres nutriments. Pour les nitrates, en 2004 toujours, seuls 20 % de ces mêmes captages contenaient moins de 25 mg/l (seuil que l'OMS recommande de ne pas dépasser pour la santé humaine), et 10 % en contenaient de 40 à 50 mg. Concernant l'aménagement du cours d'eau, le principal problème était encore celui des seuils et des barrages. l'indice diatomée ne montre que rarement un bon état écologique, probablement en raison des nutriments et sédiment apportés par le ruissellement issus de l'érosion (qui n'est plus filtrés par les prairies, marais et ripisylves autrefois omniprésents dans tous les fonds de vallées et par les prairies qui dominaient sur les pentes).

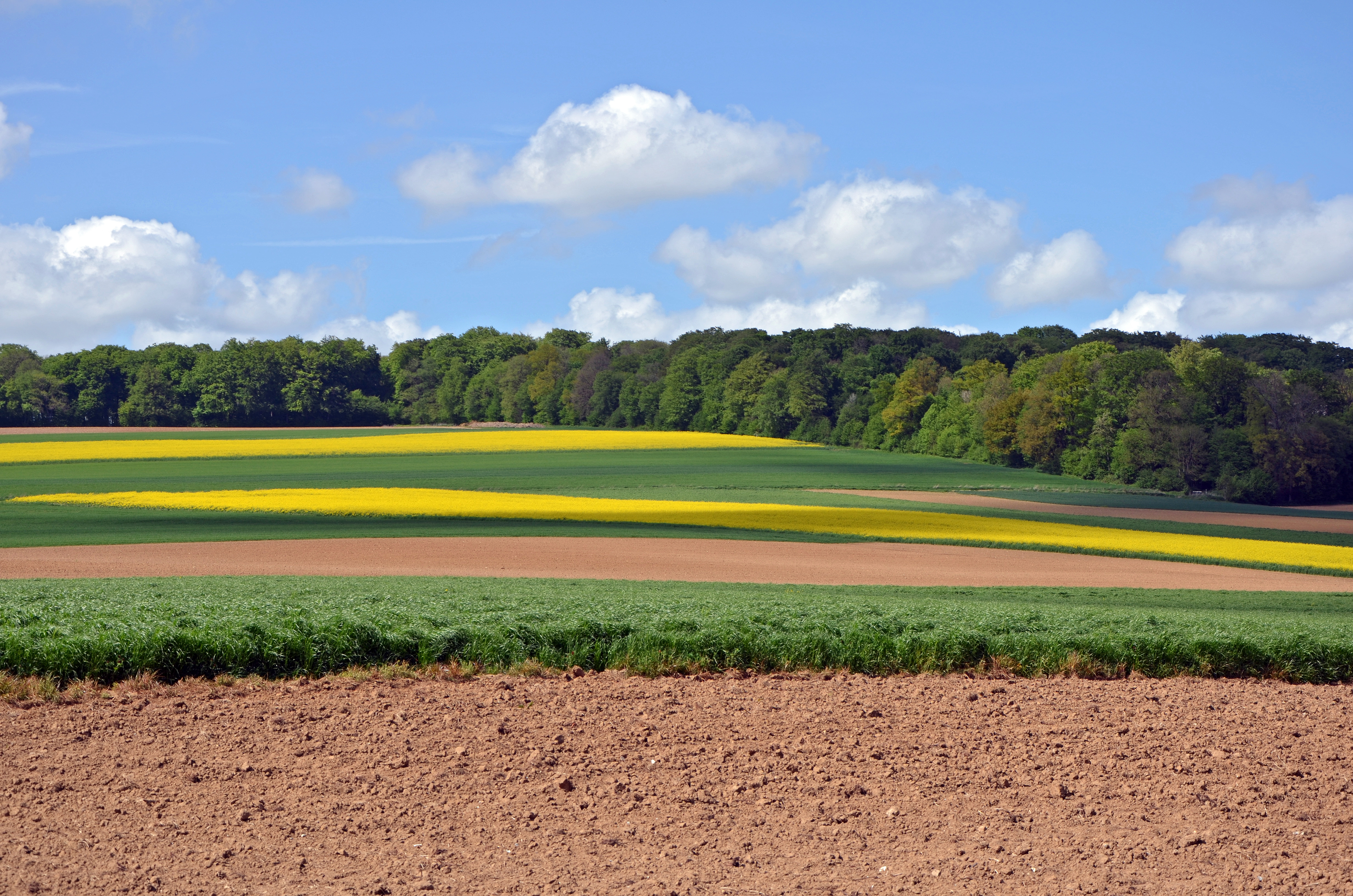
Paysage agricole de la vallée de l'Authie (près de Doullens).

La qualité de l'eau est donc maintenant plutôt dégradée par l'érosion des sols et à une généralisation de l'eutrophisation dans le bassin versant. Ces deux facteurs contribuent à l'envasement et à une certaine anoxie des sédiments de sections importantes du fleuve, ainsi qu'au colmatage par envasement ou encroutement de frayères (de salmonidés notamment, qui nécessitent un substrat de type gravier très aérés pour permettre l'oxygénation des œufs) sont source de dégradation écologique du cours de ce petit fleuve et de son estuaire, lequel est par ailleurs potentiellement fortement concerné par les problèmes de saturnisme aviaire. Les seuils et certains ouvrages implantés en travers du lit du cours d’eau peuvent aussi gêner ou empêcher la circulation de poissons (migrateurs notamment).
Concernant l’État des masses d'eau au regard de la Directive cadre sur l'eau, il est plutôt meilleur qu'ailleurs dans les régions adjacentes, mais en 2004, l'hydrologie du bassin, malgré certains efforts de restauration, est encore considérée comme très légèrement perturbée sur 63 % du fleuve, et moyennement perturbée sur les 37 % restant.
Pour le réseau Natura 2000 et la trame verte et bleue du SRCE, le secteur de vallée de l'Authie est néanmoins l'un des grands corridors écologiques (couloir fluviatile / continuum fluvial) majeurs et essentiels du nord de la France en raison de ses prairies et marais tourbeux qui abritent de nombreuses espèces animales et végétales.

### Flore et habitats subaquatiques
Ce cours d'eau est principalement peuplé d'herbiers subaquatiques d'eau douce qui sont un habitat utilisé par de nombreuses espèces d'invertébrés aquatiques ; ces herbiers, très semblables à ceux qu'on trouve dans la Canche voisine, étaient jusque dans les années 1960 riches en renoncules aquatiques (Ranunculus fluitans qu'on trouve encore significativement présente dans certains affluents de la Canche et de l'Authie). Ils comprennent encore plusieurs espèces de Callitriche du Faux Cresson de fontaine (Apium nodiflorum aussi dénommé Ache nodiflore), du vrai cresson de fontaine (aussi dit « officinal » (Nasturtium officinale), de la Veronique aquatique Veronica anagallis-aquatica et de Rubanier dressé Sparganium erectum (essentiellement sous sa forme subaquatique, ondulante sous l'eau) sous ainsi que d'une Glycérie (glycérie plissée).
Diverses espèces de mousses aquatiques dont la Fontinale (Fontinalis antipyretica) sont également présentes, formant très localement des « coussins » ou des tapis denses formant des abris pour certains escargots et divers invertébrés dont les gammares.
Dans les courbes, dans les sections plus profondes ou larges, ainsi que dans les bras où le courant est ralenti, le fond peut être envasé ; et dans les zones où le courant est plus vif il est généralement composé de gravier et de rognons de silex (ocres-bruns) formant des frayères pour les salmonidés et d'autres espèces.

Dans certains segments d'affluents et du fleuve le fond est colmaté par un biofilm encroutant plus ou moins continue de bactéries et cyanobactéries qui contribuent par biolithogenèse à former des bryophytes (jouant ainsi un rôle de puits de carbone).
Certaines sections ou zones plus pierreuses sont colonisées par des éponges d'eau douce (organismes filtreurs).

### L'ichtyofaune
Outre l'emblématique saumon, d'autres poissons migrateurs ou sédentaires, tels que la truite fario, (qui devient truite de mer le cas échéant), la lamproie fluviatile, la lamproie de Planer et le chabot considérés comme patrimoniaux ou comme bon indicateur écologique, sont également présents dans les affluents de l'Authie, parfois de manière relictuelle.

l'ichtyofaune de l'Authie
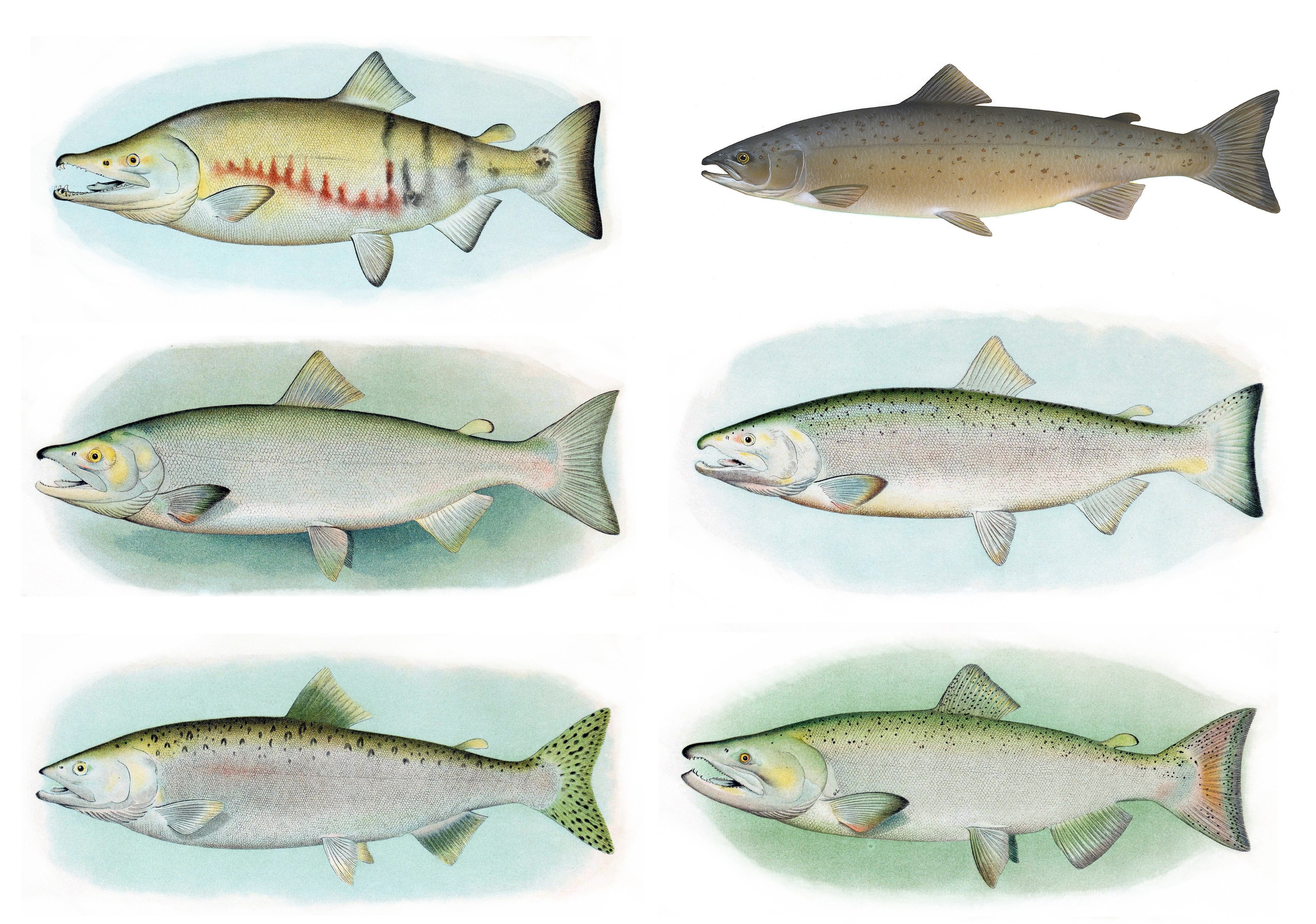
le saumon
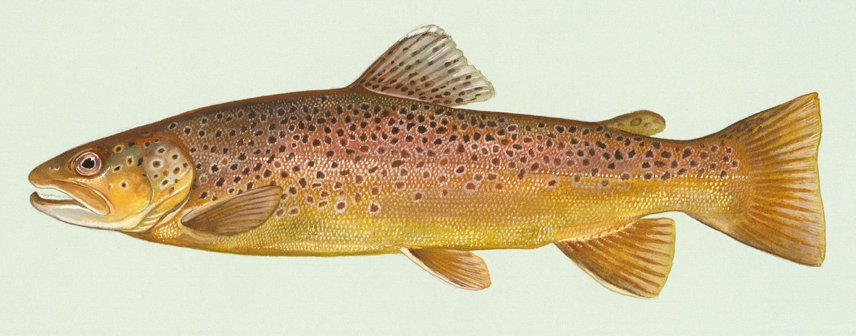
la truite fario
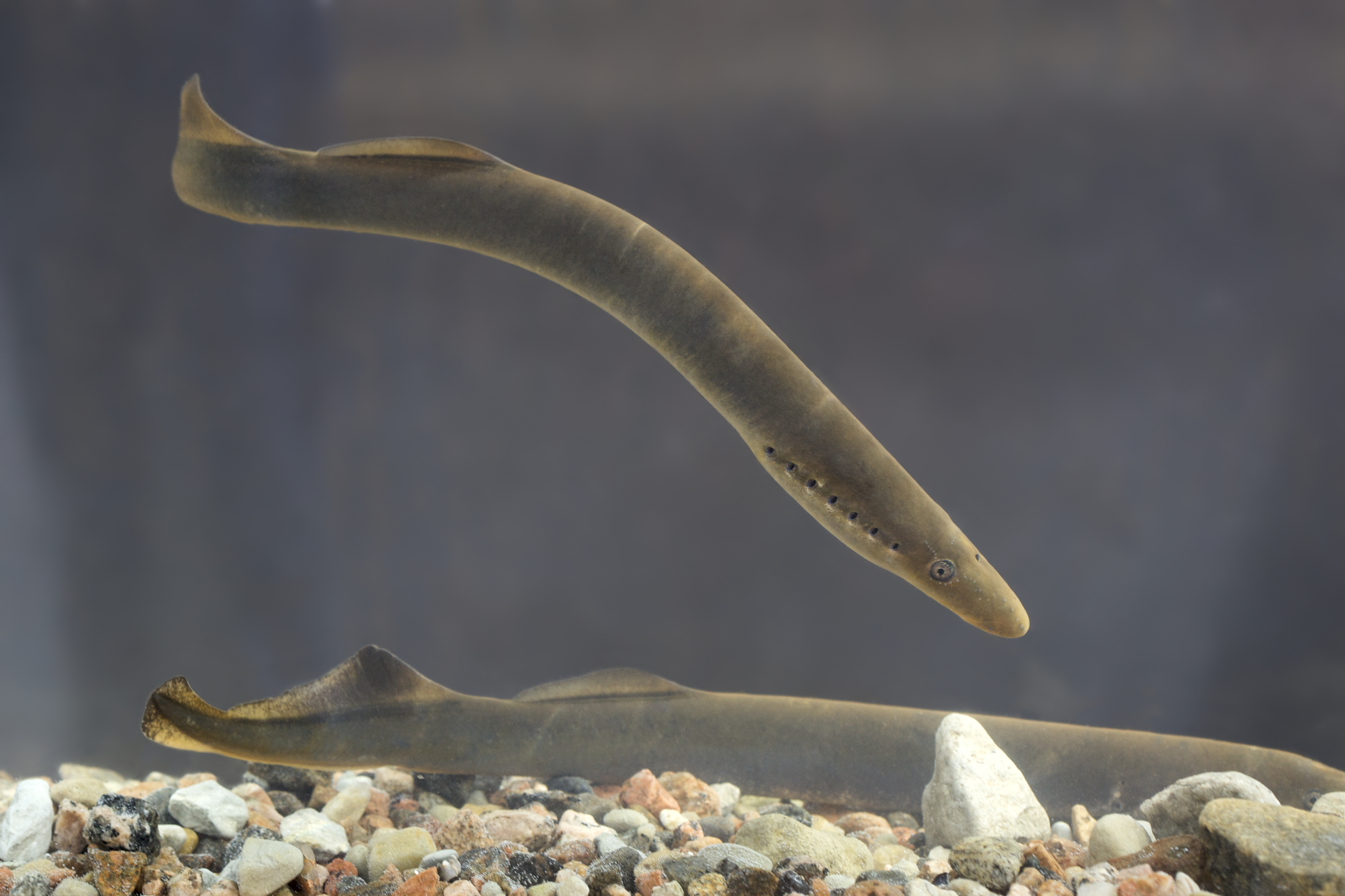
la lamproie fluviatile
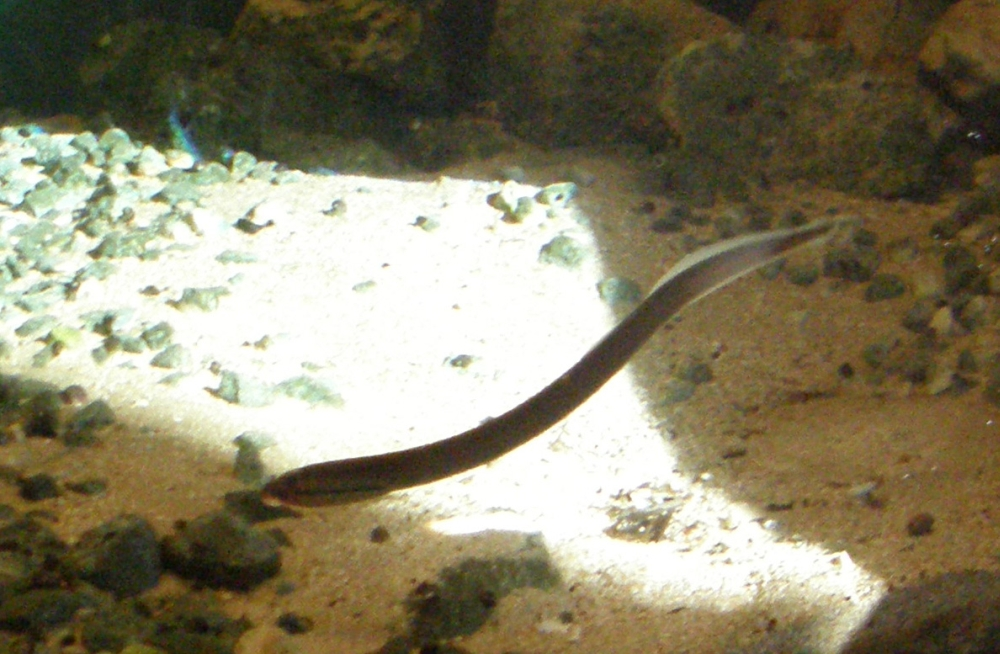
la lamproie de Planer
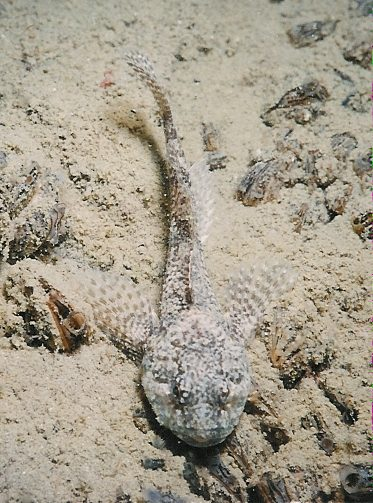
le chabot

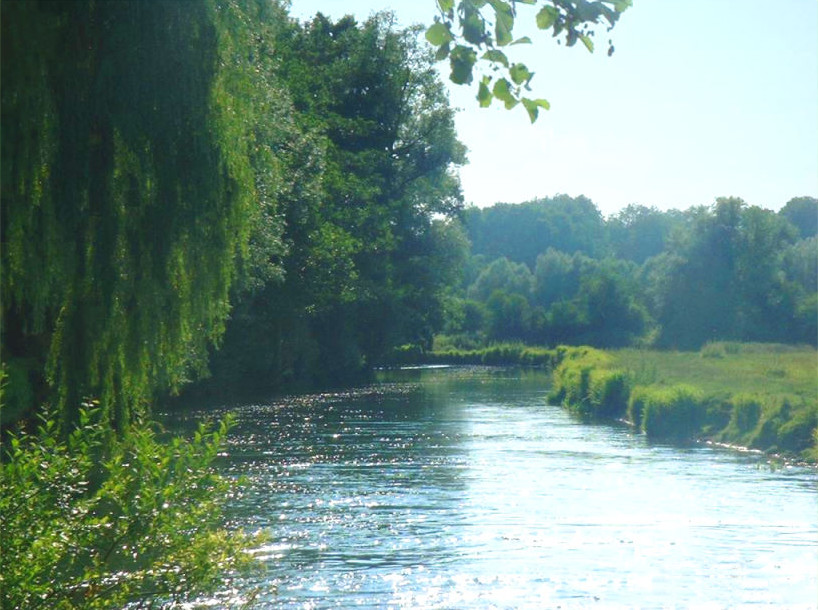
L'Authie, près de Maintenay, aux eaux poissonneuses et à la riche ripisylve.

L'Authie est un cours d'eau d'une grande richesse halieutique. Elle est classée « cours d’eau à salmonidés » dit de « première catégorie » depuis 1987.
L'Authie et ses affluents sont pour cette raison soumis, au nom du Code de l'environnement (arrêté du 18/04/1997), à l’obligation de « libre circulation » des poissons migrateurs. Il n'existe pas de grands barrages hydroélectriques sur le fleuve, mais vingt-deux petits barrages ou « seuils » - plus ou moins difficilement franchissables par les poissons migrateurs dans le sens de la remontée ont été recensés sur le cours principal et ses affluents. Pour faciliter ou permettre le passage des poissons et notamment leur montaison jusqu'en amont du cours d'eau ou dans ses tributaires, l'ouverture définitive des barrages, ou à défaut leur aménagement, ont été progressivement mis en œuvre. Quelques-uns de ces barrages sont encore infranchissables ou posent des problèmes majeurs, notamment à Tollent en partie aval du fleuve
De mars à octobre 2013, une partie des poissons remontant le fleuve ou ses affluents ont été capturés à environ 10 km de l’estuaire dans une cage à Nampont avec identification de l’espèce, mesure du poids, de la taille, du sexe-ratio, de l’état de santé et identification plus précise des périodes migratoires (qui dans un contexte de dérèglement climatique restent cependant liées aux conditions environnementales globales, mais aussi à des conditions locales de température, d'oxygénation, de débit, de pollution, etc.). Quelques saumons atlantiques et truites de mer ont été en outre dotés d’une puce RFID permettant leur suivi par radio-tracking afin de mieux connaitre leurs parcours, leurs difficultés et leurs temps de migration et de mieux identifier leurs zones de repos, de nourrissage, de frayère, de front de migration, etc, de permettre de recueillir des informations sur les points de blocage et de retard à la continuité écologique pour les grands salmonidés migrateurs sur l’Authie, retard lié à la présence de différents ouvrages. Les émetteurs sont posés près de la nageoire dorsale. Si un poisson équipé est capturé par des pêcheurs, ces derniers sont invités à le remettre à l’eau en signalant le lieu et la date de la prise, ou à envoyer le no  de puce RFID à la fédération en précisant son no , la date et le lieu de capture.
Des puces RFID sont déjà utilisées ailleurs pour le suivi des saumons, par exemple - dans le cadre d'un projet de 600 millions de US dollars - sur le fleuve Columbia dès 1986, pour étudier les couloirs, dates et vitesse de migration des saumons chinook dans un cours d'eau comptant environ 400 retenues d'eau sur son parcours et de nombreux affluents et longeant un complexe nucléaire ayant libéré une importante pollution radioactive dans le fleuve (les 14 sous-espèces de chinook sont en voie de disparition ou fort déclin dans tous les cours d'eau du Nord-Ouest du Pacifique, de même que la plupart des saumons dans le monde). Dans le fleuve Columbia, près de deux millions de saumons sont ainsi « taggés » chaque année, ce qui a permis de repérer les zones dangereuses pour les poissons et d'y réduire les taux de mortalité de 15 à 20 %.

### Vidéographie
- "Authie, source de vie" ; Commission Locale de l'Eau du bassin versant de l'Authie
- "Le SAGE, notre outil pour l'Authie" ; réalisé par la Commission Locale de l'Eau de l'Authie. mis en ligne le 11 janvier 2018